# Kungstyranner
Kungstyranner (Tyrannus) är ett fågelsläkte i familjen tyranner inom ordningen tättingar. Släktet omfattar oftast 13 arter som förekommer i Nord- och Sydamerika till centrala Argentina samt i Västindien:
- Gaffelstjärtad kungstyrann (T. savana)
- Vitstrupig kungstyrann (T. albogularis)
- Tropikkungstyrann (T. melancholicus)
- Jättekungstyrann (T. cubensis)
- Grå kungstyrann (T. dominicensis)
- Snöstrupig kungstyrann (T. niveigularis)
- Karibkungstyrann (T. caudifasciatus)
- Mexikansk kungstyrann (T. couchii)
- Tjocknäbbad kungstyrann (T. crassirostris)
- Östlig kungstyrann (T. tyrannus)
- Larmkungstyrann (T. vociferans)
- Saxstjärtad kungstyrann (T. forficatus)
- Västlig kungstyrann (T. verticalis)

Gaffelstjärtad kungstyrann urskiljs ibland i det egna släktet Milvulus och får då det vetenskapliga artnamnet Milvulus tyrannus.